# Římskokatolická farnost Machov
Římskokatolická farnost Machov je zaniklá farnost, která zahrnovala území městyse Machov s místními částmi Nízká Srbská, Machovská Lhota, Bělý, Řeřišný. Farním kostelem je kostel sv. Václava mučedníka v Machově. Dnes je součástí farnosti Police nad Metují.

## Historie farnosti
Fara v Machově se uvádí v rejstříku papežských desátků r.1369, kdy spolu s farou v Hronově a ve Stárkově náležela k děkanství v Dobrušce, neboť Machov příslušel k panství šlechtickému, Policko ke klášteru a děkanství broumovskému. V letech 1354-1359 byl v Machově i ve Velké a Malé Čermné pánem Hanuš (Jan) z Adršpachu, v letech 1369-1410 statek Machov a patronát kostela měl Záviše z Adršpachu. Roku 1414 se připomíná Hanuš, snad jeho syn rovněž jako patron kostela v Machově. Slul jinak Jan Machovský z Adršpachu.
Na konci 15. století nebo na počátku 16. století bylo Machovsko připojeno k náchodskému panství. V době náboženských třenic, kdy náchodská vrchnost byla kališnická, nebo příznivá protestantství, rozmohla se nová víra i na Machovsku. Po třicetileté válce zůstalo ale málo obyvatel (v roce 1651 žilo v Machově pouze 85 osob) a nastal i nedostatek duchovních. Proto byla machovská fara přidělena v 2. pol. 17. století do správy polické fary. Teprve roku 1775 biskup nařídil ustanovit do Machova místního kaplana (lokalistu). Klášter zatím poslal svého řeholníka, neboť též blízké vsi: Bělý, Lhota a Nízká Srbská náležely k jeho majetku a správě. Náchodská vrchnost s tím nesouhlasila a konsistoř zatím poslala z Hradce misionáře, než se opatří řádná konkurs pro lokalistu. Klášter ve svých blízkých vesnicích konal dále duchovní správu, takže vzniklo napětí mezi biskupem Kaiserem a opatem Štěpánem Rautenstrauchem. Neshody byly ukončeny roku 1779, kdy správa fary svěřena knězi z kláštera a to s vědomím náchodské vrchnosti. Roku 1785 pak byla zřízena samostatná fara platem náboženského fondu. Dosazení faráře ponecháno opatovi a klášteru.
Rekatolizace změnila poměr vyznání takže kolem roku 1836 bylo v Machově 630 obyvatel a mezi nimi jen 5 evangelických rodin, jejichž modlitebna patřila ke vzdálenému pastorátu v Klášterci na opočenském panství, takže více udržovali styky s pastorem ve Stroužném, pokud tam byl. Ještě před rokem 1900 byli přičleněni k evangelickému sboru v Hronově.
Katolíci v Machově měli literátský sbor hlavně pro pěstování kostelního zpěvu a v roku 1618 si vyžádali přepis pravidel z Police, aby se jimi řídili. Už roku 1720 se účastnili oblíbených procesí a založili si odbočku bratrstva Bolestné P. Marie, jako v Polici. K farnosti náležely: Machov, Nízká Srbská, Bělý, Lhota Polická i Náchodská. Některý z majitelů Náchodského panství vymohl povýšení Machova na trhové městečko, jemuž se dostalo znaku: Na modrém štítu stříbrná otevřená brána s červenou střechou, 2 věžemi s 2 okny, červenými báněmi a zlatými makovicemi (jedná se o původní znak obce).